# Saint-Pierre-le-Vieux (Seine-Maritime)
Pour les articles homonymes, voir Saint-Pierre et Saint-Pierre-le-Vieux.
Saint-Pierre-le-Vieux est une commune française située dans le département de la Seine-Maritime en région Normandie.

## Géographie
|                     | Le Bourg-Dun          |            |
| La Chapelle-sur-Dun | Saint-Pierre-le-Vieux | Avremesnil |
|                     | La Gaillarde          |            |

### Climat
Pour des articles plus généraux, voir Climat de la Normandie et Climat de la Seine-Maritime.
En 2010, le climat de la commune est de type climat océanique franc, selon une étude du CNRS s'appuyant sur une série de données couvrant la période 1971-2000. En 2020, Météo-France publie une typologie des climats de la France métropolitaine dans laquelle la commune est exposée à un climat océanique et est dans la région climatique Côtes de la Manche orientale, caractérisée par un faible ensoleillement (1 550 h/an) ; forte humidité de l’air (plus de 20 h/jour avec humidité relative > 80 % en hiver), vents forts fréquents. Parallèlement le GIEC normand, un groupe régional d’experts sur le climat, différencie quant à lui, dans une étude de 2020, trois grands types de climats pour la région Normandie, nuancés à une échelle plus fine par les facteurs géographiques locaux. La commune est, selon ce zonage, exposée à un « climat maritime », correspondant au Pays de Caux, frais, humide et pluvieux, légèrement plus frais que dans le Cotentin.
Pour la période 1971-2000, la température annuelle moyenne est de 10,5 °C, avec une amplitude thermique annuelle de 12,4 °C. Le cumul annuel moyen de précipitations est de 917 mm, avec 13 jours de précipitations en janvier et 8,7 jours en juillet. Pour la période 1991-2020, la température moyenne annuelle observée sur la station météorologique la plus proche, située sur la commune de Dieppe à 17 km à vol d'oiseau, est de 11,3 °C et le cumul annuel moyen de précipitations est de 805,2 mm,. Pour l'avenir, les paramètres climatiques de la commune estimés pour 2050 selon différents scénarios d’émission de gaz à effet de serre sont consultables sur un site dédié publié par Météo-France en novembre 2022.

### Hydrographie
La commune est située dans le bassin Seine-Normandie. Elle est drainée par le Dun et le fossé de la Côte d'Orimont,,.
Le Dun, d'une longueur de 13 km, prend sa source dans la commune de Autigny et se jette  dans la Manche à Saint-Aubin-sur-Mer, après avoir traversé huit communes. 

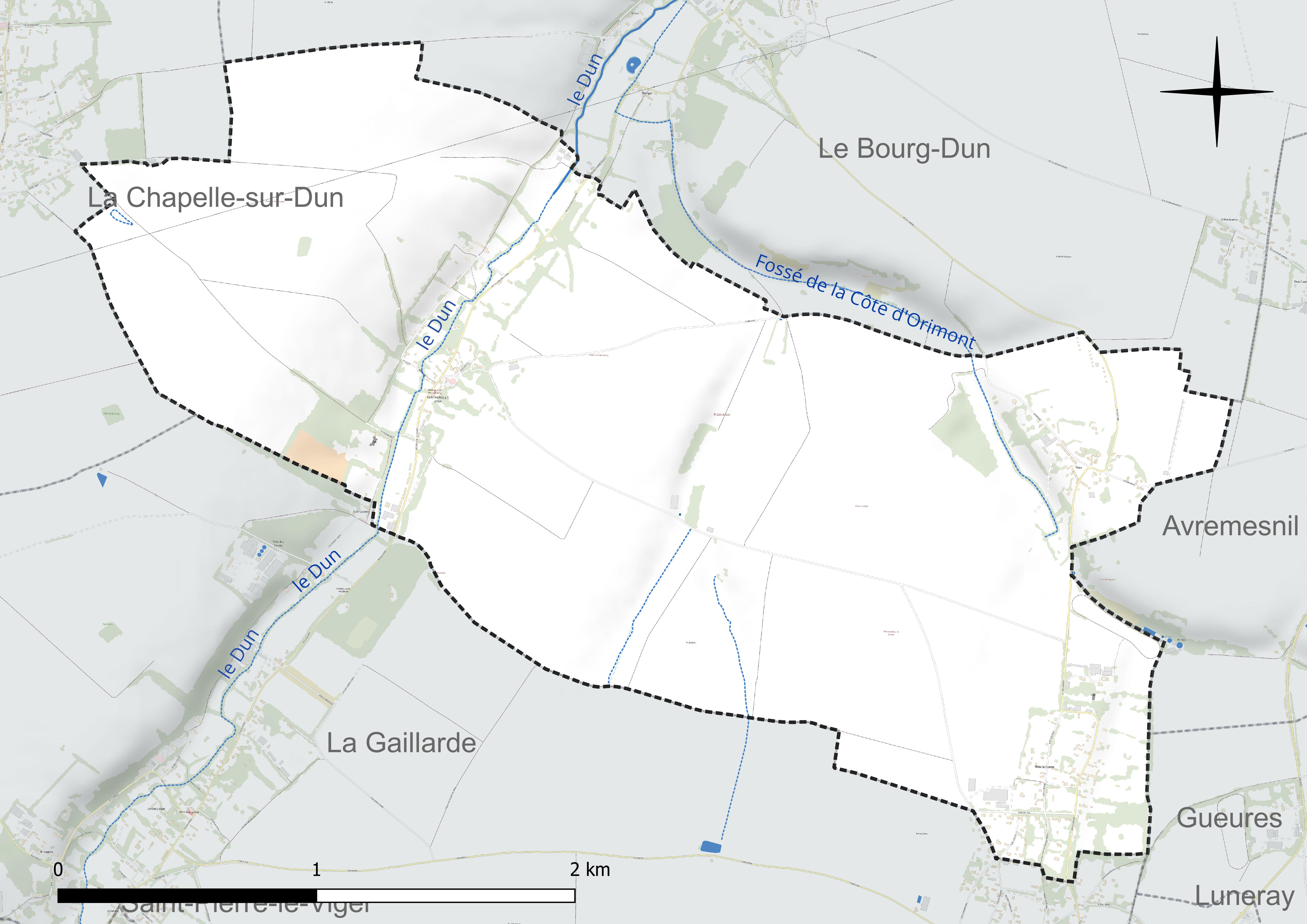
Réseau hydrographique de Saint-Pierre-le-Vieux.

## Urbanisme

### Typologie
Au 1er janvier 2024, Saint-Pierre-le-Vieux est catégorisée commune rurale à habitat très dispersé, selon la nouvelle grille communale de densité à sept niveaux définie par l'Insee en 2022.
Elle appartient à l'unité urbaine de Luneray, une agglomération intra-départementale regroupant quatre  communes, dont elle est une commune de la banlieue,,. Par ailleurs la commune fait partie de l'aire d'attraction de Luneray, dont elle est une commune de la couronne,. Cette aire, qui regroupe 8 communes, est catégorisée dans les aires de moins de 50 000 habitants,.

### Occupation des sols
L'occupation des sols de la commune, telle qu'elle ressort de la base de données européenne d’occupation biophysique des sols Corine Land Cover (CLC), est marquée par l'importance des territoires agricoles (96,6 % en 2018), en diminution par rapport à 1990 (97,8 %). La répartition détaillée en 2018 est la suivante : 
terres arables (74,4 %), prairies (20,6 %), zones urbanisées (3,4 %), zones agricoles hétérogènes (1,7 %). L'évolution de l’occupation des sols de la commune et de ses infrastructures peut être observée sur les différentes représentations cartographiques du territoire : la carte de Cassini (XVIIIe siècle), la carte d'état-major (1820-1866) et les cartes ou photos aériennes de l'IGN pour la période actuelle (1950 à aujourd'hui).

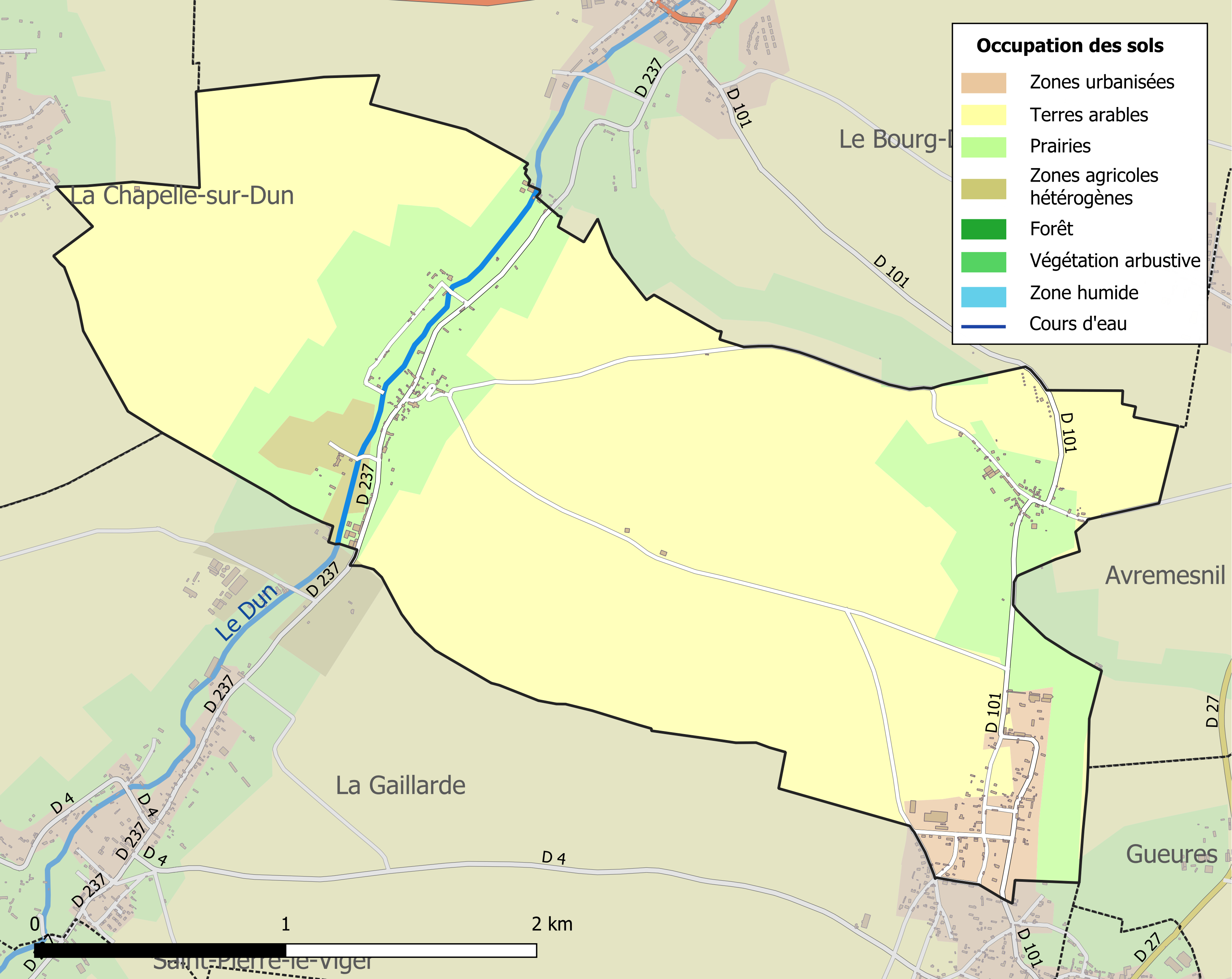
Carte des infrastructures et de l'occupation des sols de la commune en 2018 (CLC).

## Toponymie
Le nom de la localité est attesté sous les formes Ecclesie Sancti Petri Senis entre 1130 et 1165, Parrochia Sancti Petri Veteris in Valle Duni (sans date), Apud Sanctum Petrum Veterem de Duneio vers 1207, Sanctum Petrum le Viel en 1227, Apud Sanctum Petrum Senem en 1229, de Sancto Petro Veteri en 1239, In parrochia Sancti Petri Veteris en 1287, Parrochia Saint Pierre le Viel en 1290, Sanctus Petrus Senior (variante Senioris) en 1337, Saint Pierre le Vieil en 1350, 1633 et 1641, Saint Pierre le vieux en 1715.
L'hagiotoponyme Saint-Pierre fait référence à l'apôtre Pierre qui est le saint patron de la paroisse.

## Politique et administration
| Période                                  | Période                    | Identité       | Étiquette | Qualité                             |
| ---------------------------------------- | -------------------------- | -------------- | --------- | ----------------------------------- |
| Les données manquantes sont à compléter. |                            |                |           |                                     |
| 1934                                     | 1937                       | Marcel Ouvry   |           |                                     |
| mars 1989                                | mars 2001                  | Bernard Lieury |           |                                     |
| mars 2001                                | mai 2020                   | Michel Lieury  |           | Agriculteur-propriétaire exploitant |
| mai 2020,                                | En cours (au 10 août 2020) | Emmanuel Boust |           |                                     |

## Démographie
L'évolution du nombre d'habitants est connue à travers les recensements de la population effectués dans la commune depuis 1793. Pour les communes de moins de 10 000 habitants, une enquête de recensement portant sur toute la population est réalisée tous les cinq ans, les populations de référence des années intermédiaires étant quant à elles estimées par interpolation ou extrapolation. Pour la commune, le premier recensement exhaustif entrant dans le cadre du nouveau dispositif a été réalisé en 2008.

En 2022, la commune comptait 188 habitants, en évolution de −2,08 % par rapport à 2016 (Seine-Maritime : +0,35 %, France hors Mayotte : +2,11 %).
| 1793  | 1800  | 1806  | 1831 | 1836 | 1841 | 1846 | 1851 | 1856 |
| ----- | ----- | ----- | ---- | ---- | ---- | ---- | ---- | ---- |
| 1 050 | 1 087 | 1 069 | 818  | 850  | 846  | 825  | 841  | 852  |

| 1861 | 1866 | 1872 | 1876 | 1881 | 1886 | 1891 | 1896 | 1901 |
| ---- | ---- | ---- | ---- | ---- | ---- | ---- | ---- | ---- |
| 837  | 764  | 709  | 675  | 578  | 519  | 538  | 465  | 424  |

| 1906 | 1911 | 1921 | 1926 | 1931 | 1936 | 1946 | 1954 | 1962 |
| ---- | ---- | ---- | ---- | ---- | ---- | ---- | ---- | ---- |
| 415  | 366  | 329  | 338  | 338  | 314  | 342  | 329  | 277  |

| 1968 | 1975 | 1982 | 1990 | 1999 | 2006 | 2008 | 2013 | 2018 |
| ---- | ---- | ---- | ---- | ---- | ---- | ---- | ---- | ---- |
| 267  | 254  | 249  | 203  | 203  | 216  | 220  | 196  | 192  |

| 2022 | - | - | - | - | - | - | - | - |
| ---- | - | - | - | - | - | - | - | - |
| 188  | - | - | - | - | - | - | - | - |

## Culture locale et patrimoine

### Lieux et monuments

#### Monuments historiques
La commune abrite deux monuments historiques :
- Le château d'Herbouville, construit au début du XVIIe siècle. Les façades et les toitures ont été inscrits par arrêté du 28 juillet 1972 ; le château en totalité, les annexes, l'enclos, la cour d'honneur et le jardin potager avec leurs murs de clôture ont été inscrits par arrêté du 11 mai 2006[30].
- Le château de Bosc-le-Comte (hameau de Bosc-le-Comte) inscription par arrêté du 23 juillet 1970[31].

#### Autres monuments
- Église paroissiale Saint-Pierre[32].
- Château dit de la Sainte-Trinité (hameau de Bosc-le-Comte)[33], centre d'entraînement équestre, en bordure de la RD 101 en venant du fond de Roquigny (Avremesnil)

### Personnalités liées à la commune
- Auguste Carrière (1838-1902), linguiste, grammairien et historien français, natif de la commune
- Gustave-Louis de Coutouly (1838-1912), diplomate, né et mort au Bosc-le-Comte[34]
- Pierre de Coutouly, sculpteur, fils du précédent, né le 30 novembre 1884 dans la commune, mort pour la France le 10 décembre 1914 à Neuvilly-en-Argonne

## Pour approfondir